# Vila Buriti
Vila Buriti é um bairro do município brasileiro de Manaus, capital do estado do Amazonas. Localiza-se na Zona Sul da cidade.[carece de fontes?] De acordo com o censo do Instituto Brasileiro de Geografia e Estatística (IBGE), sua população era de 1 827 habitantes em 2010.

## História
Sua história remonta à Década de 1980, logo após a instalação do Polo Industrial de Manaus na cidade. As fábricas da ZFM foram instaladas na região sul da cidade, contudo, a região passou a ser densamente povoada e desenvolvida. Vila Buriti foi um dos bairros que surgiram com a instalação das indústrias.

## Dados do bairro
- População: 666 moradores (estimativa)